# Varbrogaard
Varbrogaard oder Varbrogård ist ein archäologischer Fundort in der Hjørring Kommune im Amt Nordjylland in Dänemark.
Im Jahre 1941 wurde dort ein 10 × 20 m großes Areal, ein Teil eines kleinen Kesselmoors ausgegraben. Gefunden wurden Keramik, Tierknochen und ein Kamm aus Hirschhorn. Die Scherben stammten von 114 Tongefäßen. In die Böden der meisten Gefäße waren Löcher geschlagen und Tierknochen oder Steine gelegt worden. Die Knochen stammen von mindestens elf Hunden, ungefähr elf Schafen sowie einigen Rindern und Pferden. Außer bei den Hunden, von denen mehrere Schädel erhalten waren, waren die meisten Knochen stark zerbrochen.
Die Funde werden der älteren römischen Kaiserzeit (0–400 n. Chr.) zugerechnet.